# كريستيان كويفاس
كريستيان كويفاس (بالإسبانية: Cristián Cuevas Jara)‏ هو لاعب كرة قدم تشيلي في مركز نصف الجناح، ولد في 2 أبريل 1995 في رانكاغوا في تشيلي. شارك مع منتخب تشيلي تحت 20 سنة لكرة القدم. أما مع النوادي، فقد لعب مع إف سي آيندهوفن وتشيلسي وفيتيسه آرنهم ونادي أونيفرسيداد دي تشيلي ونادي أوهيجينس ونادي سينت ترويدن.

## وصلات خارجية
- كريستيان كويفاس على موقع الاتحاد الدولي (مؤرشف)  (الإنجليزية)
- كريستيان كويفاس على موقع قاعدة بيانات كرة القدم.إي يو (الإنجليزية)
- كريستيان كويفاس على موقع ناشيونال فوتبول تيمز (الإنجليزية)
- كريستيان كويفاس على موقع Soccerbase.com (لاعب) (الإنجليزية)
- كريستيان كويفاس على موقع Soccerway.com (الإنجليزية)
- كريستيان كويفاس على موقع عالم كرة القدم.نت (الإنجليزية)
- كريستيان كويفاس على موقع AS.com (الإسبانية)